# Baya Gacemi
Baya Gacemi (Annaba, Algèria, 1950 – Villejuif, França, 25 d'abril de 2010) fou una periodista i escriptora algeriana, coneguda i reconeguda pel seu compromís en proporcionar una informació imparcial, fins i tot en els moments en què Algèria ha estat en estricte estat de setge.
Estudià Ciències Polítiques i Dret Internacional a La Sorbona de París. A la seva tornada a Algèria, el 1985, va començar a treballar als mitjans de comunicació. Al principi de l'obertura democràtica algeriana el 1988 Baya Gacemi va dirigir revistes com l'Observateur, Tribune i la Nation, i des del 1990 és corresponsal de premsa internacional com la revista francesa L'Express. Una de les seves obres més conegudes i també més polèmiques és Nadia, l'autobiografia d'una jove algeriana que va conèixer a través d'un programa per dones víctimes de la violència islamista a Algèria.